# Lightnin'
«Lightnin'» es una canción de la banda Sonic Youth perteneciente al álbum NYC Ghosts & Flowers. Además es un sencillo de la misma banda, publicado en 2000 por el sello sueco Olof Bright en una pequeñísima tirada de sólo 150 copias.
El lanzamiento coincidió con el concierto realizado por la banda en el Ystad Festival en octubre de 2000, e incluye la canción interpretada en el Kongsberg Jazzfestival en Noruega, el 8 de julio de 2000, con Mats Gustafsson en el saxofón.

## Lista de canciones
| N.º  | Título                | Duración |  |
| 1.   | «Lightnin'» (parte 1) | 5:00     |  |
| 2.   | «Lightnin'» (parte 2) | 4:40     |  |
| 9:40 |                       |          |  |